# Dominic Imhof
Dominic James Imhof (* 28. Juli 1982 in Grande Prairie, Kanada) ist ein ehemaliger kanadischer  Fussballspieler mit Schweizer Abstammung. 

## Karriere
Imhof startete seine Karriere bei seinen Heimatverein BV United Smithers Gunners im kanadischen Alberta. Er besitzt auch einen Schweizer Pass und spielte von 2001 bis 2004 für das Nachwuchsteam des FC St. Gallen. In dessen Profiteam stand zu diesem Zeitpunkt sein Bruder Daniel. 2004 wechselte er zum FC Gossau und stieg mit dem Klub 2007 in die Challenge League auf. Nach dem Aufstieg spielte er bei Gossau keine Rolle mehr und schloss sich im Januar 2008 dem Drittligisten FC Tuggen an. Nachdem er 2009 mit Tuggen in der Aufstiegsrunde zur Challenge League gescheitert war, wechselte er in der Sommerpause zum Ligakonkurrenten FC Rapperswil-Jona, wo er aber nicht glücklich wurde und auf die Rückrunde 2010 hin wieder zum FC Tuggen zurückkehrte. Im Januar 2012 kehrte er den FC Tuggen den Rücken und unterschrieb mit seinem ehemaligen Verein FC Gossau. Nach einem halben Jahr unterschrieb er im Juni 2012 für den FC Bazenheid einen 6-Monats-Vertrag. Im Dezember 2012 kehrte Imhof der Schweiz den Rücken und ging zurück zu seinem kanadischen Jugendverein BV United Smithers Gunners.
Im Mai 2009 wurde Imhof erstmals in die kanadische Nationalmannschaft berufen und gab am 30. Mai in einem Freundschaftsspiel gegen Zypern als später Einwechselspieler sein Länderspieldebüt.